# Stróże (Nowy Sącz)
Pour les articles homonymes, voir Stróże.
Stróże est une localité polonaise de la gmina de Grybów, située dans le powiat de Nowy Sącz en voïvodie de Petite-Pologne.